# Kaka (vogel)
De kaka (Nestor meridionalis) is een vogelsoort uit de kleine familie (Strigopidae) van inheemse papegaaiachtigen uit Nieuw-Zeeland. De naam kaka komt van het Maorische kākā, maar de naam kaka is ook een algemeen Polynesisch woord voor een papegaai.

## Beschrijving
De kaka is een middelgrote papegaai die circa 45 cm lang is en circa 550 g weegt. Hij is nauw verwant aan de kea (Nestor notabilis), maar de kaka heeft een donkerder verenkleed en leeft meer in de bomen. Beide ondersoorten hebben een bruin, groen en grijs kleurenpatroon met oranje en scharlakenrode schitteringen onder de vleugels. Soms zijn er kleurvarianten met rode tot gele kleurpatronen, vooral op de borst. De vogel leeft in het laagland en in bossen in het middengebergte. Zijn voornaamste verspreidingsgebieden zijn momenteel de aflandige reservaten van Kapiti-eiland, Codfisheiland en Little Barrier Island.

## Leefwijze
De kaka voedt zich met fruit, bessen, zaden, bloemen, bloemknoppen, nectar en ongewervelden. De vogel heeft een borsteltong waarmee hij zich voedt met nectar en hij gebruikt zijn krachtige snavel om de larven van boktorren op te graven.

## Voortplanting
De kaka broedt niet elk jaar, maar eens in de twee tot vier jaar. Na onderzoek is gebleken dat dit te maken heeft met de afhankelijkheid van de vruchtcyclus van de bomen uit het geslacht Nothofagus. In de jaren dat deze bomen bloeien en een grote hoeveelheid zaden ontwikkelen zijn de kaka en zijn jongen verzekerd van een groot voedselaanbod. In deze tijd komt het ook regelmatig tot broedsels.

## Verspreiding en leefgebied
Deze vogels leven in de bossen van Nieuw-Zeeland. Er zijn twee ondersoorten, de kaka van het Noordereiland (Nestor meridionalis septentrionalis) en de kaka van het Zuidereiland (Nestor meridionalis meridionalis).

## Status als bedreigde diersoort
De kaka staat als kwetsbare diersoort op de internationale Rode Lijst van de IUCN. De belangrijkste oorzaken van de achteruitgang zijn de ontbossing en de introductie van de hermelijn (Mustela erminea) die broedende vrouwtjes opvreet. Verder worden de eieren geroofd door de geïntroduceerde zwarte rat (Rattus rattus) en de voskoesoe (Trichosurus vulpecula). Ook heeft deze vogelsoort te lijden van de introductie van de gewone wesp (Vespula vulgaris) uit Europa. Deze wespen zijn veel efficiënter in het verzamelen van honingdauw in de Nothofaguswouden van Nieuw-Zeeland, dan de inheemse vogels als de kaka, waardoor de voedselsituatie voor deze dieren verslechtert.
De kaka is ook wettelijk beschermd via het verdrag over de handel in bedreigde diersoorten (CITES, bijlage II).